# Luigi Barral
Luigi Barral (Meano, 23 de marzo de 1907 – Lyon, 7 de noviembre de 1962) fue un ciclista italiano, que fue profesional entre 1929 y 1939. El 1949 se nacionalizó francés.
Buen escalador, obtuvo las principales victorias en las carreras que se disputaron a la Costa azul: dos ediciones del Gran Premio de Niza, cuatro ediciones de la carrera a Mont Faron y cinco en la Niza-Mont Agel. También ganó el Giro di Campania en 1931. En 1932 tomó parte en el Tour de Francia, finalizando en la novena posición final, primero de los individuales.
Murió a causa de una caída sufrida en una carrera ciclista para veteranos.

## Palmarés
- 1931
  - 1.º en el Giro di Campania
- 1932
  - 1.º en el Gran Premio de Niza
  - 1.º en Mont Faron
- 1933
  - 1.º en la Niza-Mont Agel
- 1934
  - 1.º en Mont Faron
  - 1.º en la Niza-Mont Agel
- 1935
  - 1.º en el Gran Premio de Niza
  - 1.º en el Circuito Justin Berta
  - 1.º en La Turbie
  - 1.º en la Niza-Mont Agel
- 1936
  - 1.º en la Masella-Niza
  - 1.º en el Gran Premio de la Victoria (Niza)
  - 1.º en el Puy-de-Dôme
  - 1.º en la Niza-Mont Agel
- 1937
  - 1.º en el Circuito Pirenàic
  - 1.º en Mont Faron
  - 1.º en la Niza-Mont Agel
- 1939
  - 1.º en Mont Faron

### Resultados al Tour de Francia
- 1932. 9.º de la clasificación general

### Resultados al Giro de Italia
- 1931. 34.º de la clasificación general
- 1932. 8.º de la clasificación general
- 1934. 10.º de la clasificación general
- 1937. 15.º de la clasificación general

### Resultados a la Vuelta en España
- 1935. ??. 2.º del Gran Premio de la montaña